# Середін-Сабатін Афанасій Іванович
Афанасій Іванович Середин-Сабатін (1860, Лубни (нині Полтавської області) — 1921) — український архітектор, який працював в Кореї.

## Біографія

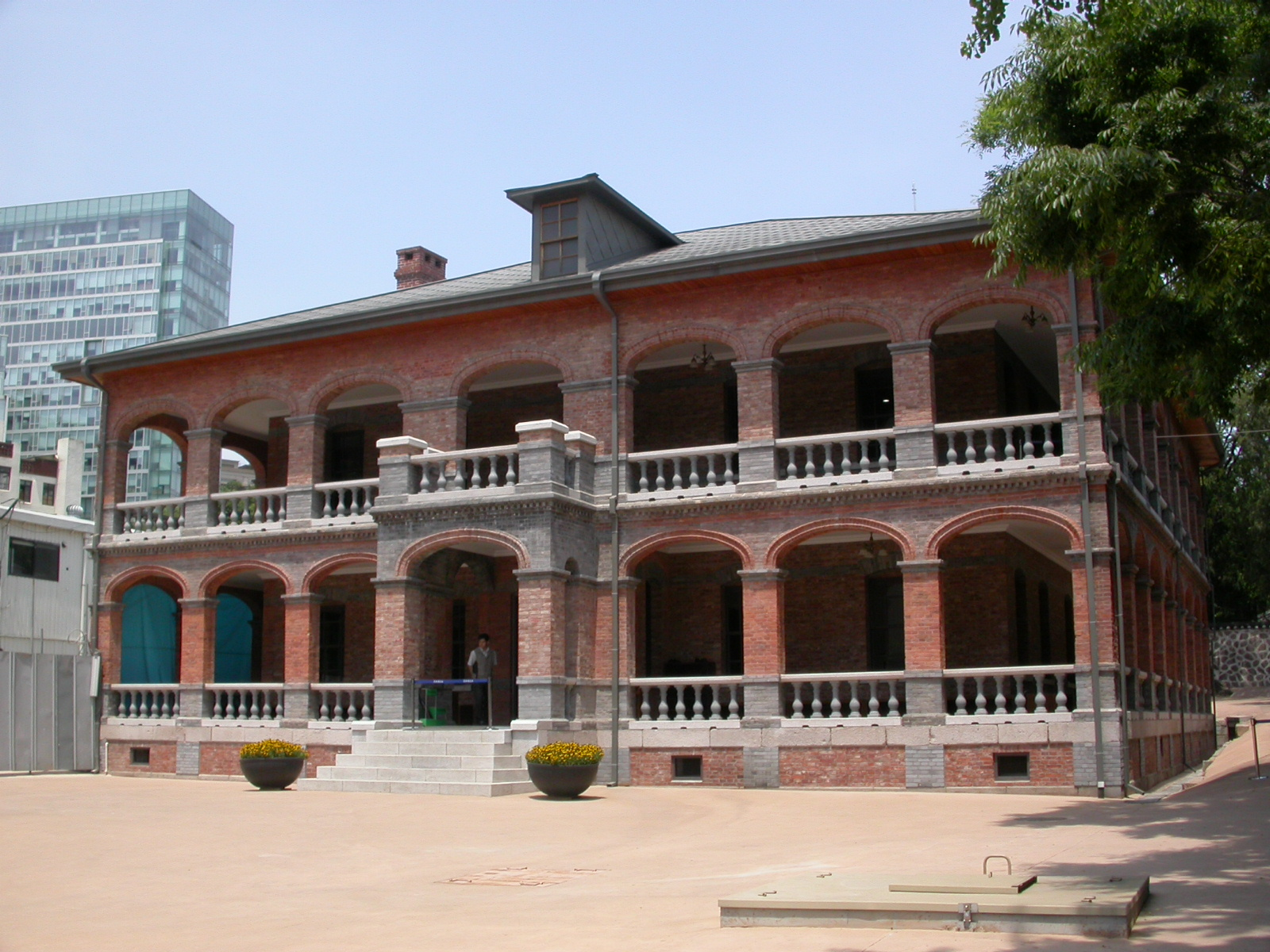
Чунменджон

Батько — Іван Васильович Середин-Сабатін (прізвище спочатку писалася саме так). Благородного походження з Полтавської губернії, де його родина володіла маєтком з кріпаками. Вони жили в місті Лубни тієї ж губернії і володіли в місті власністю. Мати — перша дружина В. В. Середина-Сабатіна (ім'я невідомо) була з простого люду і родом із Запорізьких козаків. Батько рано розлучився з матір'ю Афанасія, а мачуха була жорстока по відношенню до пасинка, і в 14 років він пішов жити до дядька в Петербург. У столиці він відвідував Академію мистецтв протягом року, а також архітектурний університет (невідомо який). Однак перед самим випуском з університету він посварився з професором і залишився без диплома. Без свідоцтва він не міг працювати архітектором і вступив до Морського кадетського корпусу і по закінченні його став штурманом «русского східного флоту» на Далекому Сході. Там він познайомився зі своєю майбутньою дружиною.
Лідія Християнівна Шалич була з німецько-польського роду, лютеранка, родом з Галичини, яка прийняла православ'я, коли виходила заміж. Вона мала дуже гарний голос — контральто і часто співала на концертах. До того ж вона добре плавала і любила довго ходити пішки. Лідія дала освіту чотирьом своїм дітям. Померла в 1936 році в Шанхаї.
Афанасій Середин-Сабатін провів деякий час у плаванні і прибув до Кореї в 1883 році з Шанхаю. Був найнятий керівником корейських митниць німецьким бароном Паулем Георгом фон Меллендорфом для «землемірної зйомки в іноземному сеттльменте і будівництва палаців». У договорі з Серединим його посада була позначена як «керуючий будівництвом» (йонджо кьоса). Поселившись в Чемульпо, який являв собою на той час рибальське село, він брав участь у розробці генерального плану будівництва, схваленого Коджоном і підписаного 9 листопада 1888 року консулами семи іноземних держав. Наприкінці 1883 року Афанасій Середин-Сабатін склав свій перший проект — будинок морської митниці. Одним з найбільших його проектів стало будівництво Будівлі російської дипломатичної місії, завершене в 1888 році. У 1894 році він перейшов на службу до головного палацу Кенбоккун, отримавши посаду, іменовану в корейських документах «благородний свідок».
У палаці він став свідком вбивства королеви Мін японцями. Рятуючись від помсти японців, Афанасій Середин-Сабатін втік до Китаю. Він деякий час пробув у Тяньцзіні, де встиг попрацювати редактором російської газети «Говень-бао». Він також побудував декілька літніх будинків у місті Пейтахо в Китаї.
У той час, коли монарх переховувався в будівлі Російської місії, Афанасій Середин-Сабатін отримав замовлення на проектування Воріт Незалежності (Тонніммун), що символізували закінчення залежності від Китаю після закінчення японо-китайської війни.
У 1896—1899 роках А. В. Середин-Сабатін був придворним архітектором Коджона. У цей період ним були спроектовані і побудовані п'ять будівель європейського типу для палацу Токсугун: «Павільйон утихомиреного споглядання», будівля малих прийомів «Палац доброти і милосердя», «Павільйон дев'яти досягнень», «Альтанка зеленого бамбука» і бібліотека «Палац проникаючого світла». З них зберігся повністю тільки «Павільйон утихомиреного споглядання».
В кінці 1890-х років Афанасій Середин-Сабатін залишив службу у Коджона і повернувся до Інчхону. Останніми роботами Середина стали, побудовані в 1902 році, Дипломатичний клуб в Інчхоні та готель «Зонтаг». З початком Російсько-японської війни він впав у депресію, залишивши дружину, чотирьох дочок і сина, він поїхав у Владивосток, де працював співробітником газети «Далекий Схід». А потім переїхав кудись у європейську частину Росії. Афанасій Середін-Сабатін помер у 1921 році. Місце смерті невідомо — або Ростов-на-Дону, або Волгоград.
Афанасій любив полювати зі своїм 10-каліберною двоствольною рушницею. Він був чудовим плавцем (врятував кілька потопаючих), чудовим тенісистом і невтомним ходоком пішки. За спогадами родичів, у ньому не вистачало почуття відповідальності і, незважаючи на безліч талантів, сім'я часто потрапляла в тяжкі фінансові негаразди.

## Будівлі
За 20 років життя в Кореї Афанасій Середин-Сабатін розробив 16 проектів і брав участь у будівництві значних для історії Кореї споруд, 6 з них збереглися і мають велику історичну цінність.

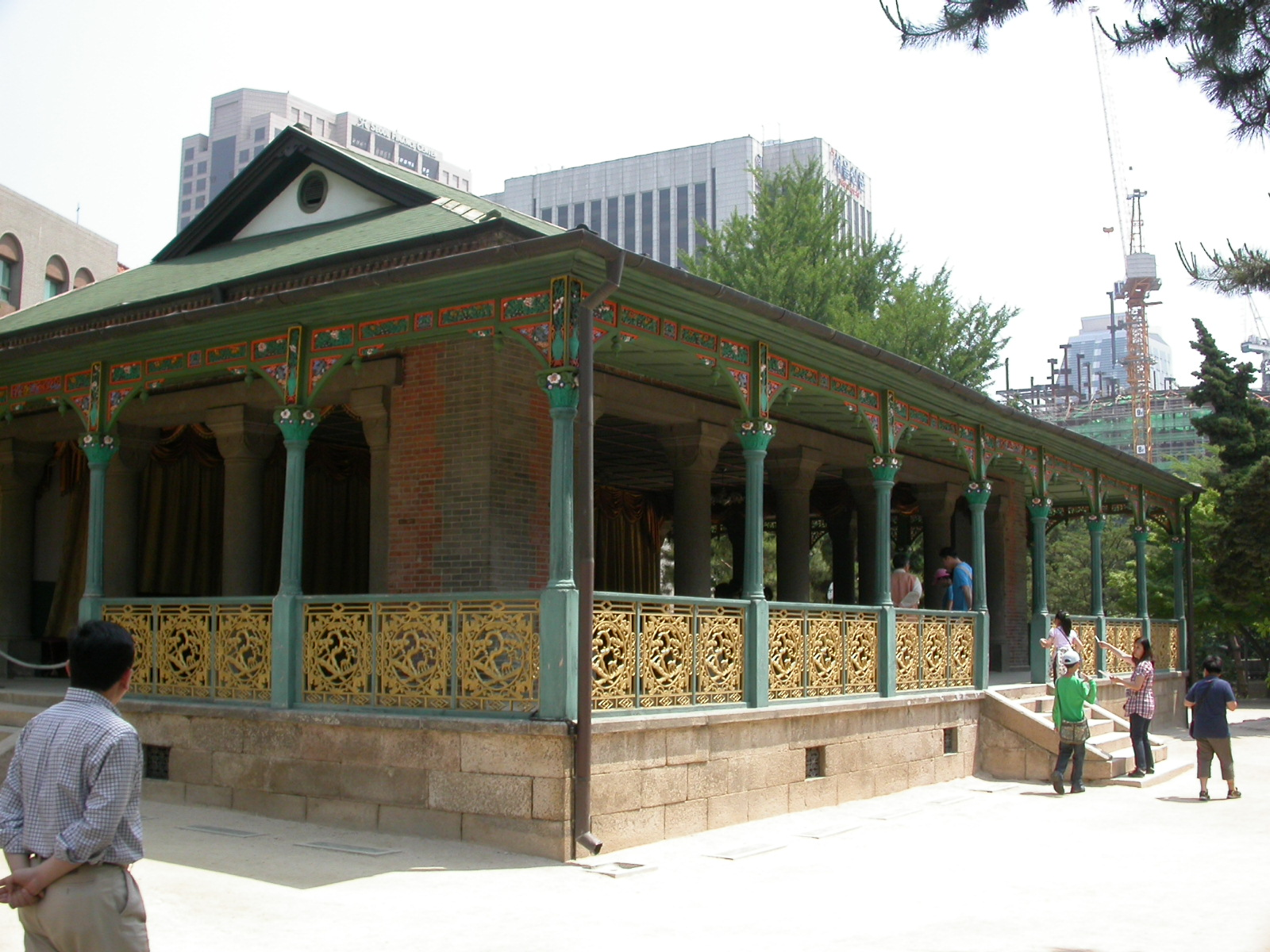
Павільйон утихомиреного споглядання

- Парк Каккук (первинна назва, потім парк Чаю або Парк Свободи), Інчхон. Завершений в 1888 році. Він був відкритий для всіх бажаючих. До цього парки в Кореї були лише при палацах і навколо королівських гробниць.
- Клуб Чемульпо, Інчхон. Завершений в 1889 році.
- Готель «Зонтаг» (англ.  Sontag Hotel), Сеул. Перший європейський готель у Кореї. Зруйнований.

Імператорський Палац Токсугун:
- Павільйон Чонгванхон (정관헌, «Кавовий Павільйон», Павільйон утихомиреного споглядання). Завершений в 1900.
- Чунменджон (중명전, «Палац проникаючого світла»). (кор. Королівська Бібліотека та бенкетний зал). Завершений в 1900 році. Служив для прийому іноземних посланців і був першою будівлею в західному стилі в Королівському Палаці.

- Дипломатичний клуб Чемульпо, Інчхон. Завершений в 1901 році.
- Будівля російської дипломатичної місії

Брав участь у будівництві Мендонского собору та Арки незалежності в Сеулі.
Перебуваючи певний час на корейській придворної службі, Афанасій Середин-Сабатін проживав у палаці Кенбоккун і був безпосереднім свідком вбивства японцями королеви Мін 8 жовтня 1895 року, і його письмове свідоцтво сьогодні є головним джерелом інформації про цю найбільшу подію корейської історії нового часу.